# Monika Potokárová
Monika Potokárová (30. června 1992 Prešov – 25. listopadu 2019 Bratislava) byla slovenská herečka, členka souboru SND.

## Životopis
Narodila se 30. června 1992 v Prešově. Herectví vystudovala na Konzervatoři v Bratislavě, následně navštěvovala ročník pantomimy na pražské Hudební a taneční fakultě Akademie múzických umění (AMU). Absolvovala obor herectví na Vysoké škole múzických umění v Bratislavě.
Během své krátké kariéry na divadelních prknech ztvárnila tři desítky divadelních postav. Debutovala v roce 2012 v divadelním zpracování balad Pavla Országha Hviezdoslava Ó sláva hviezd ó sláva v divadle Colorato. Ve hře, která měla 40 repríz, ztvárnila postavy Anče a sousedky. V roce 2013 jako studentka debutovala v Činohře Slovenského národního divadla v představení Večer rockovej poézie. Stálou členkou souboru Činohry SND se stala v říjnu 2016, kde se ihned stala jednou z nejobsazovanějších hereček. V době úmrtí ztvárňovala v SND postavy v 12 divadelních inscenacích, včetně her Kabaret normalizace aneb Modlitba za Martu, Mercedes Benz, Rivers of Babylon, Heda Gablerová, Rodáci, Cudzô, Ruské denníky, Vedľajšie účinky, Fyzici, Zo života ľudstva či Smíření aneb Dobrodružství při obžínkách. Vedle stálého angažmá v Činohře SND účinkovala i v dalších divadlech: v divadle Andreja Bagara, v Divadle Ludus, v Městském divadle P.O.Hviezdoslava, ve Studiu 12, v Divadle Aréna a v dalších. V roce 2017 také účinkovala na Letních Shakespearovských slavnostech ve hře Komedie omylů. Poslední divadelní premiéru absolvovala v Divadle Aréna 25. října 2019 v komorním komickém dramatu Eugena Ionesca Lekce, kde hrála spolu se svým manželem Robertem Rothem.
Vedle divadelní činnosti účinkovala i ve filmech Divoká karta, Únos a Špína a objevila se i v několika televizních seriálech: Panelák, Mesto tieňov, Rodinné prípady, Dr. Ema a Atletiko Cvernofka. Také byla dabingovou herečkou, namluvila a nazpívala například hlavní hrdinku v animovaném filmu Vaiana (Moana).
25. listopadu 2019 ve věku 27 let spáchala sebevraždu.

## Osobní život
V dubnu 2019 se vdala za slovenského herce Roberta Rotha.

## Úmrtí
V dopoledních hodinách 25. listopadu 2019 byla nalezena bez známek života v bytě v ulici Kolárská v Bratislavě. Příčinu smrti najisto určí až soudní znalec, podle medializovaných informací mělo jít o sebevraždu.

## Ocenění
- 2017: Prémie Literárního fondu - za postavu Moniky v inscenaci hry Zo života ľudstva
- 2018: Cena DOSKY - za mimořádný počin v oblasti činoherního divadla za pěvecký výkon v inscenaci Kabaret normalizace aneb Modlitba za Martu
- 2018: Výroční cena Literárního fondu - za postavu They v inscenaci hry Hedda Gablerová, s přihlédnutím k postavě Antigony ve stejnojmenné inscenaci a postavě Nataši Rostovej v inscenaci dramatizace románu Vojna a mír [1] [7]

## Filmografie
| Rok  | Dielo        | Rola | Poznámky        |
| ---- | ------------ | ---- | --------------- |
| 2013 | Bojko        |      | studentský film |
| 2015 | Lokal filmis | ?    | zpěv            |
| 2016 | Divoká karta | ?    |                 |
| 2017 | Špína        | Aďa  |                 |
| 2017 | Únos         | Aďa  |                 |